# Мальта на летних Олимпийских играх 2000
Мальта принимала участие в Летних Олимпийских играх 2000 года в Сиднее, но не завоевала ни одной медали.

## Состав олимпийской сборной Мальты

### Дзюдо
Спортсменов — 1
Соревнования по дзюдо проводились по системе на выбывание. В утешительные раунды попадали спортсмены, проигравшие полуфиналистам турнира. Два спортсмена, одержавших победу в утешительном раунде, в поединке за бронзу сражались с проигравшими в полуфинале.
Женщины
| Соревнование | Спортсмены | Первый раунд                  | 1/8 финала            | Четвертьфинал         | Полуфинал             | Финал                 | Место |
| Соревнование | Спортсмены | Соперник Результат            | Соперник Результат    | Соперник Результат    | Соперник Результат    | Соперник Результат    | Место |
| ------------ | ---------- | ----------------------------- | --------------------- | --------------------- | --------------------- | --------------------- | ----- |
| до 57 кг     | Лори Пейс  | Б. Харель (FRA) П 0000 — 1000 | Завершила выступление | Завершила выступление | Завершила выступление | Завершила выступление | —     |

### Плавание
Спортсменов — 2
В следующий раунд на каждой дистанции проходили лучшие спортсмены по времени, независимо от места занятого в своём заплыве.
Мужчины
| Спортсмен   | Соревнование   | Предварительные заплывы | Предварительные заплывы | Полуфиналы | Полуфиналы | Финал     | Финал     |
| Спортсмен   | Соревнование   | Результат               | Место                   | Результат  | Место      | Результат | Место     |
| ----------- | -------------- | ----------------------- | ----------------------- | ---------- | ---------- | --------- | --------- |
| Джон Тэбоун | 400 м комплекс | 4:53,12                 | 45                      |            |            | Не прошёл | Не прошёл |

Женщины
| Спортсменка  | Соревнование      | Предварительные заплывы | Предварительные заплывы | Полуфиналы | Полуфиналы | Финал     | Финал     |
| Спортсменка  | Соревнование      | Результат               | Место                   | Результат  | Место      | Результат | Место     |
| ------------ | ----------------- | ----------------------- | ----------------------- | ---------- | ---------- | --------- | --------- |
| Анжела Галеа | 100 м баттерфляем | 1:07,88                 | 46                      | Не прошла  | Не прошла  | Не прошла | Не прошла |

### Стрельба
Спортсменов — 1
После квалификации лучшие спортсмены по очкам проходили в финал, где продолжали с очками, набранными в квалификации. В некоторых дисциплинах квалификация не проводилась. Там спортсмены выявляли сильнейшего в один раунд.
Мужчины
| Спортсмен  | Соревнование | Квалификация | Место | Финал     | Место     | Всего | Место |
| ---------- | ------------ | ------------ | ----- | --------- | --------- | ----- | ----- |
| Франс Пейс | Трап         | 106          | 32    | Не прошёл | Не прошёл | 106   | 32    |